# 韓國棒球委員會
韓國棒球委員會（簡稱），是韓國最高等級的棒球管理機構，下轄韓國職業棒球KBO聯盟和KBO未來聯盟，國際賽時該組織也負責組成國家代表隊，底下還設有韓國棒球壘球協會，負責舉辦高中和業餘成棒的比賽。

## 歷史
成立於1981年12月11日，由三星、樂天、MBC、OB、海陀和三美等六個球團召開了職棒的成立大會，並於1982年3月27日在東大門棒球場展開韓國棒球史上第一場職業比賽，1986年，由韓國火藥集團成立的微笑鷹隊正式加入，成為聯盟第7支球隊，也是聯盟首次擴編，1990年，雙鈴集團也成立雙鈴突擊者隊，成為第8支球隊，2011年，批准NCsoft的申請，成立NC恐龍隊成為第9隊，並於隔年依規定先從二軍起步，2013年正式升上一軍，同年，由KT公司取得新球隊的組建權，並命名為KT巫師，同樣依規定於隔年從二軍起步，2015年正式升一軍，同時KBO聯賽也成為亞洲職業棒球中單一聯盟最多隊伍的職棒聯盟。
2007年2月1日成立「韓國女子棒球聯盟」 (WBAK)，同年5月開始舉辦全國女子棒球賽（咸平蝴蝶盃），6月舉辦KBO全國女子野球大會，並在此賽事選拔出當年度韓國女子棒球代表隊成員。於2016年之前，韓國女子棒球每年均有固定全國賽事，如KBO總裁盃、益山市長盃、CMS盃。而為因應2016年韓國舉辦世界盃女子棒球賽，聯盟特定於2012年起每年舉辦LG盃韓國女子野球大會。

## 歷任會長
| 屆數           | 姓名   | 任期                          | 備註                                                             |
| -------------- | ------ | ----------------------------- | ---------------------------------------------------------------- |
| 第1, 2屆       | 徐鐘喆 | 1981年12月11日~1988年3月27日  |                                                                  |
| 第3, 4屆       | 李雄熙 | 1988年3月28日~1992年5月27日   |                                                                  |
| 第5屆          | 李相薰 | 1992年5月28日~1993年9月16日   |                                                                  |
| 第6屆          | 吳明   | 1993年11月26日~1993年12月21日 |                                                                  |
| 第7屆          | 權寧海 | 1994年3月21日~1994年12月23日  | 曾任第30屆大韓民國國防部長                                       |
| 第8屆          | 金淇春 | 1995年2月8日~1996年6月8日     | 曾任第15·16·17屆國會議員、 第40屆法務部長及 大韓民國總統秘書室長 |
| 第9, 10屆      | 洪在馨 | 1996年7月4日~1998年5月26日    | 曾任第16·17·18屆國會議員、 第18屆議長及 第37屆財政部長           |
| 第11屆         | 鄭大哲 | 1998年5月27日~ 1998年9月15日  | 曾任第9·10·13·14·16屆國會議員                                    |
| 第12, 13, 14屆 | 朴容旿 | 1998年12月8日~2005年12月11日  | 代理 (1998年 9月16日 ~ 1998年 11月28日) 任期最長(2561日)         |
| 第15, 16屆     | 辛相佑 | 2006年1月12日~2008年12月16日  | 曾任8·9·10·11·13·14·15屆國會議員及 海洋水産部長                  |
| 第17屆         | 柳英球 | 2008年12月17日~2011年5月2日   |                                                                  |
| 代理(第18屆)   | 李容一 | 2011年5月17日~2011年8月21日   |                                                                  |
| 第19, 20, 21屆 | 具本綾 | 2011年8月22日~2017年12月31日  | 任期第二長(2324日)                                               |
| 第22屆         | 鄭雲燦 | 2018年1月1日~2020年12月31日   | 曾任第23屆首爾大學校長及 第40屆大韓民國國務總理                  |
| 第23屆         | 鄭智澤 | 2021年1月1日~2022年2月8日     | 斗山重工業副董事長&營運長                                        |
| 代理(第25屆)   | 柳大煥 | 2022年2月8日~2022年3月25日    |                                                                  |
| 第25屆         | 許龜淵 | 2022年3月25日~                |                                                                  |